# Mattenbach (Winterthur)
Mattenbach är ett stadsdelsområde (Stadtkreis) i kommunen Winterthur i kantonen Zürich, Schweiz. 
Mattenbach består av stadsdelarna Deutweg, Gutschick och Endliker.